# ET (humorista)
ET, alcunha de Cláudio Chirinian (São Paulo, 14 de agosto de 1963 — São Paulo, 2 de fevereiro de 2010), foi um comediante brasileiro.
Cláudio ficou conhecido no Brasil após fazer dupla com Rodolfo, chamada ET & Rodolfo.

## Biografia
Claudio Chirinhan estudou somente até a sexta série do primeiro grau. Era conhecido como "Sabiá" na região central de Osasco, onde morava. Trabalhava como entregador de avisos de impostos na Secretaria Municipal da Fazenda do município.
Foi descoberto em 1997 no programa Ratinho Livre, na Rede Record. Em uma brincadeira sobre o ET de Varginha, o repórter Rodolfo Carlos o apresentou como o "ET de Olaria". Cláudio era vesgo, pesava 38 quilos e media apenas 1,40 m de altura. No início, funcionava como assistente de palco, sempre vestido como garçom, servindo água para o apresentador. Em janeiro de 1998, foi contratado definitivamente como ator.
Posteriormente, transferiu-se para o Domingo Legal, do SBT, em fevereiro de 1998. No programa, a dupla possuía um quadro fixo, onde acordavam artistas, incluindo várias tentativas frustradas de acordar o próprio dono do SBT, Sílvio Santos. ET e Rodolfo gravaram um CD com músicas humorísticas que vendeu mais de 250 mil cópias. A dupla se desfez em 2001.
Apareceu no quadro "Boca de Forno", do Programa Raul Gil, onde ficou até 2004.

### Morte
Cláudio Chirinian morreu na madrugada do dia 2 de fevereiro de 2010, vitimado por parada cardíaca em decorrência de um choque séptico, broncopneumonia e insuficiência renal. O comediante estava com 46 anos e sofria de problemas cardíacos e pulmonares, causados pelo tabaco. Ele estava internado em coma induzido no hospital Beneficência Portuguesa de São Paulo, na capital paulista, desde 28 de janeiro.